# Joana Serrado
Joana Serrado, (Coimbra, 3 de março de 1979) é uma poeta e filósofa portuguesa. Autora de Tratado de Botânica (Edições Quasi, 2006), título vencedor da menção honrosa Prémio de Poesia Daniel Faria instituído pelos herdeiros de Daniel Faria, Edições Quasi e Câmara Municipal de Penafiel.

## Biografia
Joana de Fátima Gonçalves Pita do Serrado nasceu em Coimbra no dia 3 de Março de 1979.
Viveu em Aveiro, Porto de Mós, Vale de Cambra, Vila Flor, Figueira da Foz, Santa Cruz (Madeira), São João da Madeira, Coimbra, Hilversum (Países Baixos), 
Berlim, Porto, Lisboa, e atualmente reside em Groningen (Países Baixos). 
É licenciada em Filosofia pela Universidade de Coimbra.
Em 2005 concluiu o mestrado em filosofia medieval no Gabinete de Filosofia Medieval da Faculdade de Letras da Universidade do Porto (FLUP), com a tese "Amar, Experienciar, Transformar: Minnen, Varen, verwandelen: Três verbos míticos em Hadewijch de Antuérpia." 
Atualmente é doutoranda na Faculdade de Teologia e Ciências Religiosas na Universidade de Groningen (Países Baixos). Em dezembro de 2007 ganhou uma bolsa artística neerlandesa Hendrik de Vries Stipendium para publicar a sua segunda obra, escrita em português e neerlandês, intitulada Emparedada / Uit de Muur, Uitgeverij de Passage, 2009.

## Prémios
Recebeu uma Menção Honrosa na edição de 2006 do Prémio de Poesia Daniel Faria pelo livro O Tratado de Botânica. 
Ganhou o Prémio Hendrik de Vries pela obra bilingue Emparedada/ Uit de Muur em 2007. 

## Obras Seleccionadas
Entre as suas obras encontram-se os livros de poesia : 
- 2006 - Tratado de Botânica, Edições Quasi, ISBN 989-552-205-3

- 2009 - Emparedada / Uit de Muur [8]
- 2012 - Guarany, editora Lua de Marfim, ISBN 978-989-97401-4-3

É também autora de vários artigos nas àreas da filosofia medieval, estudos de género, filosofia feminista: 
- Recolhimento, Recogimiento, The notions of Recollection in Iberian Mysticism: Medieval and Baroque Trends in the recollection mysticism of Joana de Jesus (1617-1681)
- Ancias/Anxiousness of Joana de Jesus (1617–1681): Philosophical and Historical Approaches
- Transatlantic Women Theologians in the Lusophone World. Texts, Contexts and Scriptural Hermeneutics in Joana de Jesus (1620-1681) [11]